# 飯田祐二
飯田 祐二（いいだ ゆうじ、1963年5月2日 - ）は、日本の経済産業官僚。内閣官房参与（通商・産業政策、国際博覧会担当）。元経済産業事務次官。

## 人物
埼玉県上尾市出身。埼玉県立浦和高等学校、東京大学経済学部卒業。1988年通商産業省入省。
2008年経済産業政策局産業再生課長、2011年内閣官房長官秘書官、2012年経済産業省大臣官房参事官、2013年資源エネルギー庁総合政策課長、2014年大臣官房秘書課長、2017年総括審議官、2018年産業技術環境局長。
2020年資源エネルギー庁次長、2021年大臣官房長、2022年経済産業政策局長兼首席エネルギー・環境・イノベーション政策統括調整官、2023年経済産業事務次官。2025年内閣官房参与（通商・産業政策、国際博覧会担当）。